# ÆON
ÆON Co., Ltd. (イオン株式会社 ?, Ion Kabushiki-gaisha) (TYO: 8267), spesso reso graficamente come AEON Co., Ltd., è la holding del Gruppo ÆON. Amministra i supermercati JUSCO in Giappone. È stata fondata nel 1758 da Okadaya Sozaemon (岡田惣 左衛門?).